# Де Фюнес, Оливье
Оливье́ де Фюне́с (фр. Olivier de Funès, полное имя — Оливье́ Пьер де Фюне́с де Галарза́, Olivier Pierre de Funès de Galarza; род. 11 августа 1949, Париж, Франция) — в прошлом французский киноактёр, сын известного комика Луи де Фюнеса и Жанны Августины де Бартелеми де Мопассан.

## Биография
Снявшись в шести фильмах вместе со своим знаменитым отцом, Оливье по его собственному признанию, понял, что актёрское ремесло не является его призванием. По словам де Фюнеса-младшего, он высоко ценит актёрскую работу, но считает, что эта профессия является слишком ненадёжной и болезненной, что приводит к длительным периодам бездействия между съёмками.
После ряда успешных ролей он покинул кино и стал пилотом пассажирских рейсов авиакомпании «Air France». В августе 2010 года ушёл на пенсию в должности шеф-пилота самолётов типа «Airbus A320».
В 1977 году женился на Доминик Ватрен (род. 1956), имеет троих детей — дочь Жулию (род. 1979) и сыновей двойняшек Адриана и Шарля (род. 1996).
В 2005 году совместно с братом Патриком выпустил книгу «Не говорите обо мне слишком много, дети мои!», посвящённую отцу. Александр Брагинский, ставший её переводчиком на русский язык, оценил издание так: «Тонкая и очень хорошо написанная книжица, дающая ясное представление о де Фюнесе как человеке». В то же время Виктор Широков отмечал: «Авторы книги тактично вводят читателя в творческую лабораторию артиста. После прочтения этого труда остаётся ощущение полноценного экскурса в зрительный зал, где идет нескончаемый ретрофильм с множеством хорошо знакомых эпизодов, не теряющих к тому же от этого повтора первоначального очарования».

## Фильмография
| Год  |   | Русское название           | Оригинальное название | Роль                             |
| ---- | - | -------------------------- | --------------------- | -------------------------------- |
| 1965 | ф | Фантомас разбушевался      | Fantomas Se Dechaine  | Мишу, младший брат Элен          |
| 1966 | ф | Ресторан господина Септима | Le Grand Restaurant   | Луи, крестник шеф-повара         |
| 1967 | ф | Большие каникулы           | Les Grandes Vacances  | Жерар Боскье                     |
| 1969 | ф | Замороженный               | Hibernatus            | Дидье де Тартас                  |
| 1970 | ф | Человек-оркестр            | L’Homme orchestre     | Филипп                           |
| 1971 | ф | На древо взгромоздясь      | Sur Un Arbre Perche   | юноша, путешествующий автостопом |